# Codex Frisianus

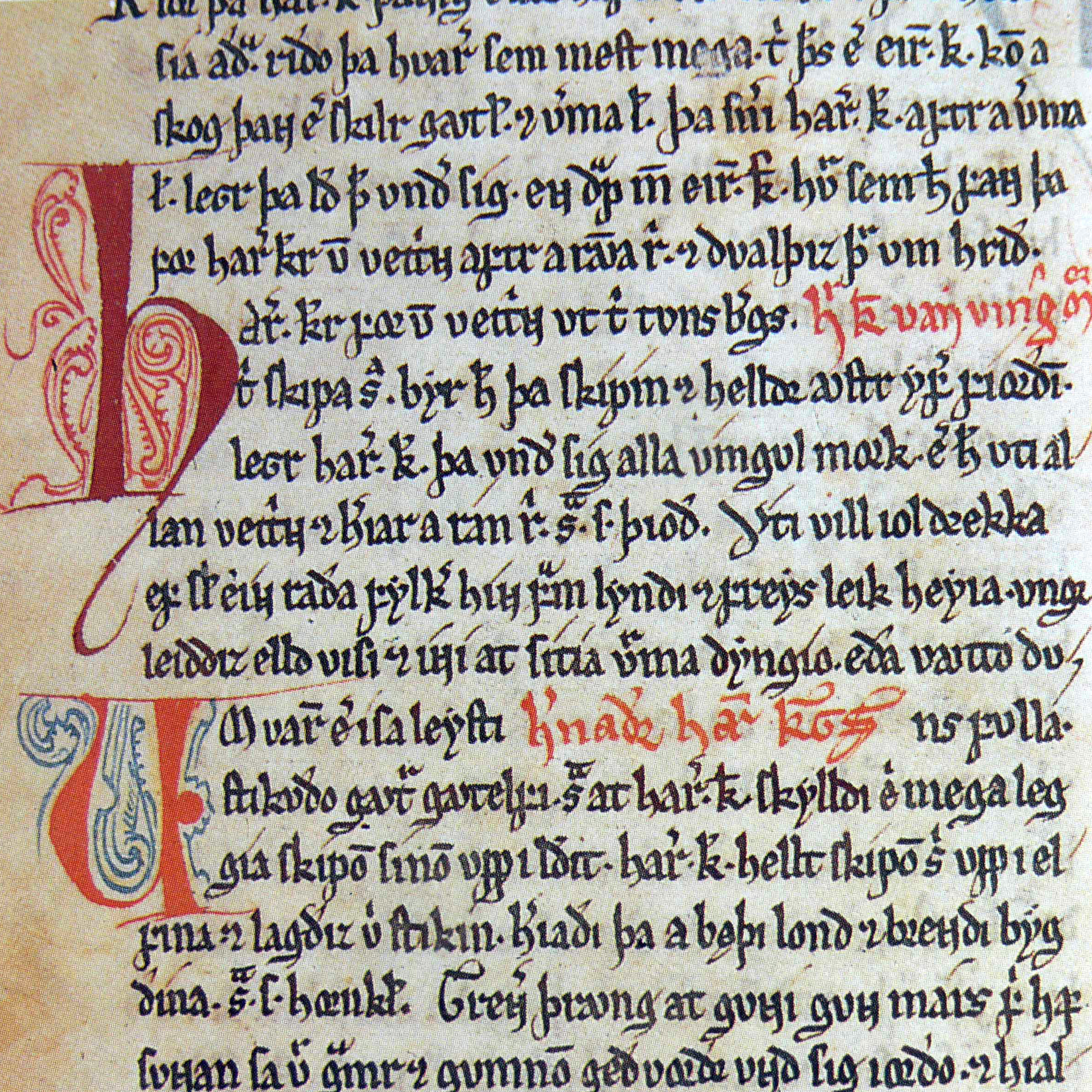
Detalj ur Codex Frisianus. Bilden visar början av kapitel 15 i Harald Hårfagers saga.

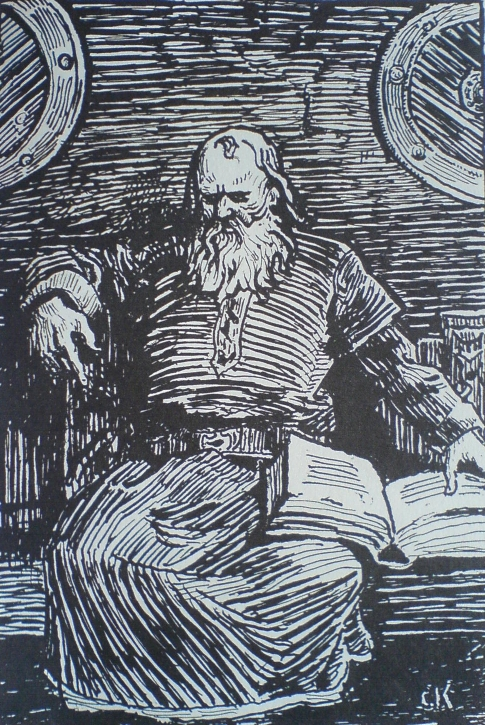
Snorre Sturlasson så som tecknaren Christian Krohg framställde honom. (Illustration till Heimskringla, 1899).

Codex Frisianus (isländska: Fríssbók eller Frísbók) är en pergamentskrift från 1300-talet. Skriften skrevs sannolikt av en islänning i Norge eller på Island, men kom snabbt till Norge. Den innehåller Snorres Heimskringla, bortsett från Olav den heliges saga. Dessutom har Håkon Håkonssons saga också tagits med.

## Historik
Filologen Carl Richard Unger menar att manuskriptet är skrivet i Norge i början av 1300-talet. Detta grundar han på att manuskriptet inte är så präglat av rök och slitage som de manuskript som man funnit på Island, och att de anteckningar och tillägg som har gjorts före cirka 1700 har gjorts på norska. Språkformen tyder dock på att en islänning har fört pennan. Unger menar att de sista spalterna har skrivits av en annan person, sannolikt en norrman. Detta grundar sig på ändring av ortografin som Unger har gjort närmare reda för i förordet till den tryckta utgåvan av kodexen från 1871. Kodexen upptäcktes i Bergen 1550 och fördes till Danmark 1600. Namnet Codex Frisianus har manuskriptet fått efter bokens ägare Otto Friis i Salling, Danmark. Boken har senare varit i etatsrådet Jens (Janus) Rosenkrants ägo innan den förvärvades av historikern Árni Magnússon och ingick i hans stora manuskriptsamling, Arnamagneanska samlingarna, i Köpenhamn 1696. Den har katalogiserats som No. 45 Folio. Boken utlämnades till Island på 1980-talet.

## Innehåll
Manuskriptet innehåller i stort sett alla Snorres kungasagor med undantag av Olav den heliges saga som är den längsta av alla sagorna. Avskrivaren har gjort en anmärkning som tyder på att denne saga ingått i en egen bok som senare har gått förlorad. Förutom Snorres sagor har också Håkon Håkonssons saga, skriven av Sturla Tordsson på 1260-talet, tagits med, och ett mellanrum i manuset tyder på att också Sverres saga, skriven av Karl Jonsson på 1180-tallet, var tänkt skrivas in.
Innehållsförteckning:
| - Prolog - Ynglingasagan - Halvdan Svartes saga - Harald Hårfagers saga - Håkon den godes saga - Harald Gråfälls saga | - Olav Tryggvassons saga - Magnus den godes saga - Harald Hårdrådes saga - Olav Kyrres saga - Magnus Barfots saga - Sigurd, Øystein och Olavs saga | - Magnus blindes och Harald Gilles saga - Sigurd Slemmes saga - Inges saga og brødrene hans - Håkon Herdebreis saga - Magnus Erlingssons saga - Håkon Håkonssons saga |